# Лойтвиц
Ло́йтвиц или Лю́тыйецы (нем. Leutwitz; в.-луж. Lutyjecy) — деревня в Верхней Лужице, Германия. Входит в состав коммуны Гёда района Баутцен в земле Саксония. Подчиняется административному округу Дрезден.

## География
Находится около Тахорского леса, в котором с мая 1984 по февраль 1988 года находилась советская ракетная база 1-го дивизиона 119-й ракетной бригады оперативно-тактического ракетного комплекса 9К76 «Темп-С» ОТР-22.
Соседние населённые пункты: на северо-востоке — деревня Нездашецы, на юго-востоке — деревня Спытецы, на юге — деревни Ханецы и Почаплицы коммуны Демиц-Тумиц и на юго-западе — деревни Стахов и Вульки-Восык коммуны Буркау.

## История
Деревня имеет древнеславянскую круговую форму построения жилых домов с площадью в центре. Впервые упоминается в 1292 году под наименованием Luthewicz. До XIX века принадлежала женскому монастырю Мариенштерн.
С 1936 по 1974 года входила в состав коммуны Шпиттвиц. С 1974 года входит в современную коммуну Гёда.
В настоящее время деревня входит в состав культурно-территориальной автономии «Лужицкая поселенческая область», на территории которой действуют законодательные акты земель Саксонии и Бранденбурга, содействующие сохранению лужицких языков и культуры лужичан.
Исторические немецкие наименования:
- Luthewicz, 1292
- Luthewicz, 1374
- Lewtitz, 1488
- Leutwitz, 1768

## Население
Официальным языком в населённом пункте, помимо немецкого, является также верхнелужицкий язык.
Согласно статистическому сочинению «Dodawki k statisticy a etnografiji łužickich Serbow» Арношта Муки в 1884 году проживало 112 человек (из них —103 серболужичанина (92 %)).
| 1834 | 1871 | 1890 | 1910 | 1925 | 2006 | 2016 |
| ---- | ---- | ---- | ---- | ---- | ---- | ---- |
| 82   | 123  | 105  | 113  | 98   | 45   | 45   |

## Достопримечательности
Памятники культуры и истории земли Саксония
- Каменный дорожный указатель, XIX век (№ 09251156);
- Каменный дорожный указатель, XIX век (№ 09250861);
- Жилой дом, д. 1, 1851 год (№ 09250284);
- Жилой дом, д. 7, 1890 год (№ 09250285);
- Конюшня, д. 8, середина XIX века (№ 09250286);
- Жилой дом, д. 11, 1800 год (№ 09250289);
- Жилой дом, д. 12, 1800 год (№ 09250287);
- Жилой дом, д. 13, 1855 год (№ 09250288);
- Боковое здание фермы, д. 18, вторая половина XIX века (№ 09251264).

## Известные жители и урожены
- Корла Август Калих (1844—1900) — лютеранский священнослужитель, доктор филологии, лужицкий общественный деятель и председатель культурно-просветительского общества «Матица сербская».